# Gschnitz-Stadium
Das Gschnitz-Stadium ist der erste bedeutende Eisvorstoß im Spätglazial der Alpen. Er fand im Zeitraum 13000 bis 14200 Jahre v. Chr. statt.

## Namensgebung und Begriffsgeschichte

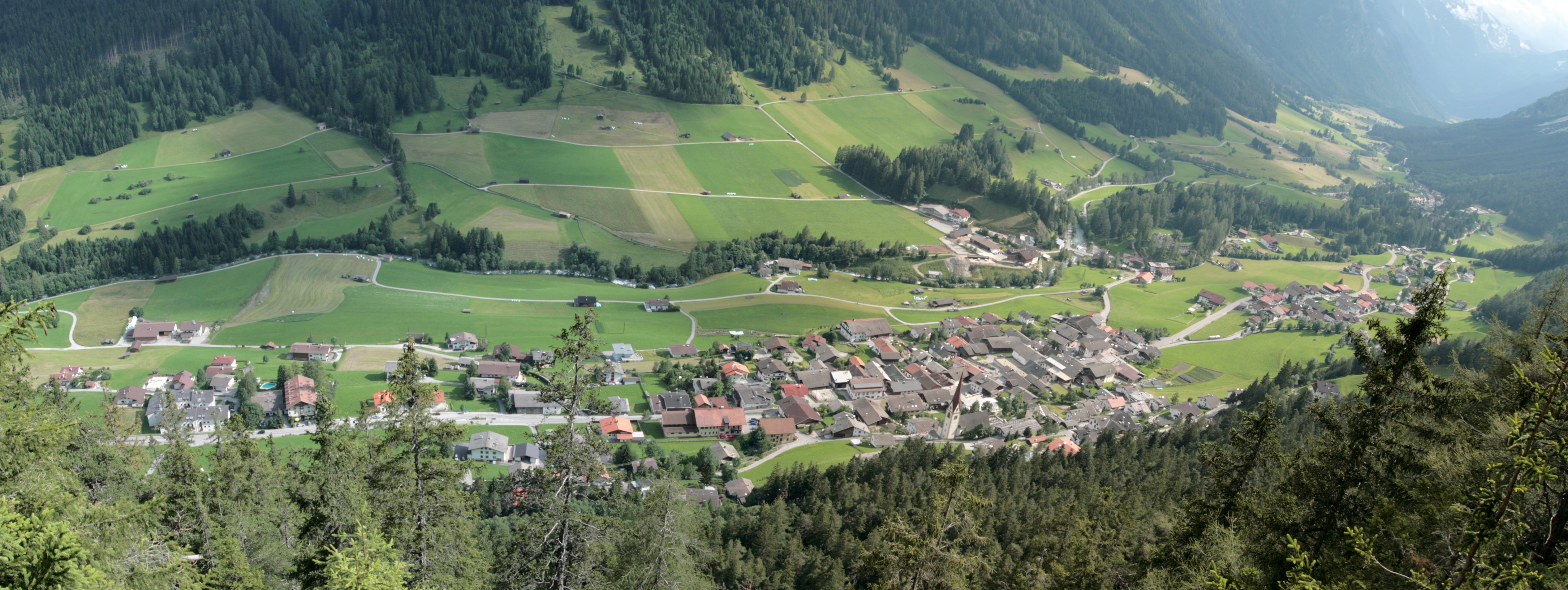
Trins mit der Endmoräne des Gschnitz-Stadiums oberhalb der Ortskirche, angeschnitten vom Gschnitzbach

Das Gschnitz-Stadium (bzw. Gschnitzstadium), gelegentlich auch als Schlern-Stadium oder einfach nur S-Stadium bezeichnet, wurde nach seiner Typlokalität, dem Gschnitztal in den Stubaier Alpen, benannt. Der Begriff wurde 1901/1909 zum ersten Mal von Albrecht Penck und Eduard Brückner verwendet. Sie hatten erkannt, dass der Eisrückzug vom hocheiszeitlichen Maximum im Alpenvorland nicht kontinuierlich verlief, sondern durch eine Reihe erneuter Gletschervorstöße unterbrochen wurde, die sie als Bühl-, Gschnitz- und Daun-Stadium bezeichneten.

## Lagebeschreibung
Das Gschnitz-Stadium wird an seiner Typlokalität durch seine Endmoräne bei Trins im Gschnitztal gut markiert. Die bis zu 30 Meter hohe Endmoräne lässt vermuten, dass der Gletscher an dieser Position mehrere Jahrzehnte oder länger stagnierte. Das Gschnitz-Stadium lässt sich in den österreichischen Alpen an kleinen und mittelgroßen Gletschern meist recht gut erkennen. Es fehlt jedoch an großen Eisströmen wie beispielsweise dem Inngletscher, dem Rhonegletscher oder dem Aaregletscher.

## Charakterisierung
Zur Zeit des Gschnitz-Stadiums hatten sich die Gletscher wieder weit ins Innere der Alpen zurückgezogen und zirka 80 bis 90 % der maximalen Eismasse waren bereits abgeschmolzen. Geomorphologische Befunde belegen, dass das Stadium keinen Rückzugshalt, sondern einen eindeutigen Vorstoß markiert, der über eisfreies Gelände erfolgte. Die steilwandigen, blockschuttreichen, mehrere Zehnermeter hoch werdenden Moränen treten als sehr sedimentreiche und markante Einzelformen auf. Sie umgürteten vorwiegend Talgletscher und einige große dendritische Gletscher. Es kann davon ausgegangen werden, dass die großen Seitentäler damals wieder vergletschert waren und in günstigen Positionen auch die Haupttäler von Gletscherzungen erreicht wurden. In höheren Lagen dürften sehr wohl noch größere zusammenhängende Gletscher bestanden haben.
Unterhalb 1400 Meter Höhe zeigen die Moränen keinerlei Solifluktionsüberprägung. Die Erniedrigung der Gleichgewichtslinie (engl. Equilibrium Line Altitude oder ELA) betrug während des Gschnitz-Stadiums (im Vergleich mit 1850) zwischen 650 und 700 Meter an der Typlokalität, 800 Meter am Alpennordrand, 900 Meter in den Seealpen und bis zu 1000 Meter im adriatischen Süden.

## Stratigraphische Stellung und Korrelation
Das Gschnitz-Stadium folgt auf den spätglazialen Eiszerfall bzw. auf das Steinach-Stadium gemäß Heuberger oder auf das Bühl-Stadium von Penck und Brückner. Es wird seinerseits vom Clavadel/Senders-Stadium abgelöst. Es korreliert mit dem Heinrich-Ereignis 1 (H 1 bzw. HE 1).
Im Vergleich zur Weichsel-Kaltzeit Nordeuropas situiert sich das Gschnitz-Stadium noch vor Beginn des Meiendorf-Interstadials und gegen Ende der Mecklenburg-Phase.
Das Gschnitz-Stadium fällt in das Grönland-Stadial 2a (GS-2a).

## Datierung
Die Stabilisierung der Endmoräne im Gschnitztal wurde im Jahr 2006 von Ivy-Ochs u. a. mit zirka 13450 bis 14150 v. Chr. bestimmt. Dieses Minimalalter wird auch von anderen Radiokohlenstoffaltern untermauert (ebenfalls Minimalalter), wie beispielsweise vom San Bernardino mit 13000 bis 14700 v. Chr. und von Sempione mit 12.300 bis 13.500 v. Chr.
Der eigentliche Eisvorstoß begann mit dem Heinrich-Ereignis 1, das auf 15.000 ± 1000 Jahre v. Chr. angesetzt wird. Datierungen am Moos von Rödschitz im Tal der Traun erbrachten ein (recht hohes) Maximalalter für Gschnitz-stadiale Ablagerungen von 16.070 bis 17.150 Jahre v. Chr. Ponte Murato im Gessotal der italienischen Seealpen schließlich lieferte das Alter 14.600 ± 1000 Jahre v. Chr.
Insgesamt gesehen scharen sich die Durchschnittsalter für das Gschnitz-Stadium somit im Zeitraum 13.000 bis 14.200 Jahre v. Chr.

## Verbindung mit dem Heinrich-Ereignis H 1
Die Alter für das Gschnitz-Stadium häufen sich gegen Ausgang des ersten Heinrich-Ereignisses (H 1), seinerseits datiert mittels Radiokohlenstoff auf den Zeitraum 16000 bis 14000 v. Chr., eine Korrelation liegt daher nahe. Während dieses Ereignisses kam es zu einem massiven Eisbergkalben am Laurentidischen Eisschild verbunden mit einem Abdriften der Eisberge in den Nordatlantik. Das Abschmelzen beeinträchtigte die durch Dichteunterschiede angetriebene thermohaline Zirkulation im Nordatlantik, was seinerseits zu einem sehr raschen Abkühlen der umliegenden Gebiete und des im Abwind liegenden Europas führte. Aber nicht nur in Europa, sondern generell auf der gesamten Nordhemisphäre lässt sich eine recht unmittelbare Reaktion der Talgletscher und Eisschilde auf die herrschende Abkühlung nachweisen.